# Machaerota takeuchii
Machaerota takeuchii is een halfvleugelig insect uit de familie Machaerotidae. De wetenschappelijke naam van deze soort is voor het eerst geldig gepubliceerd in 1931 door Kato.